# Юрий (князь курский)
Юрий — князь курский XIII века, упомянут на поз.49 Любецкого синодика без указания отчества.

## Происхождение
Зотов Р. В. отождествляет Юрия с Олегом курским, при этом считая его сыном Святослава Игоревича, и считает Юрия братом Дмитрия курского.
Войтович Л. В., также считая Юрия братом Дмитрия курского, считает обоих сыновьями Олега курского.
По версии Безносюка С. Н., Дмитрий был не братом Юрия курского, а представителем следующего за ним поколения. Исследователь выводит их от Олега Игоревича курского.
Жена Юрия неизвестна, у него был сын Юрий Юрьевич.
- Святослав Ольгович (1164)
  - Олег Святославич (1180)
    - Святослав Ольгович
      - Олег Курский?
        - Юрий (князь курский)?
        - Дмитрий (князь курский)?

  - Игорь Святославич (1201)
    - Владимир Игоревич
    - Олег Игоревич?
      - Юрий (князь курский)?
        - Дмитрий (князь курский)?

    - Святослав Игоревич (1211†)
      - Юрий (князь курский)?
      - Дмитрий (князь курский)?